# Erhardt Gißke
Erhardt Gißke (Schönstedt, 2 marzo 1924 – Berlino, 19 luglio 1993) è stato un architetto tedesco.
Fu uno dei maggiori architetti della Repubblica Democratica Tedesca, attivo soprattutto a Berlino Est; progettò numerosi edifici e complessi di grande importanza, fra i quali l'Ernst-Thälmann-Park.